# Iguana-rinoceronte
A iguana-rinoceronte (Cyclura cornuta) é uma espécie de lagarto pertencente à família Iguanidae, que pode ser encontrada principalmente na ilha de Hispaniola, compartilhada pelo Haiti e a República Dominicana, além de algumas ilhotas vizinhas. Este réptil é bastante grande, variando de 60 a 136 cm de comprimento, e sua coloração vai do cinza-metálico ao verde-escuro, com tons de marrom. Destaca-se especialmente pela presença de pequenos chifres ósseos em seu nariz, que lhe conferem seu nome comum, assim como seu nome científico, cornuta. É predominantemente herbívora, alimentando-se de folhas, flores e frutos de diferentes espécies vegetais. Atinge a maturidade sexual mais cedo em comparação a outras iguanas do gênero Cyclura, com os machos se amadurecendo entre 4 e 5 anos e as fêmeas entre 2 e 3 anos. A época de acasalamento ocorre em maio, com as fêmeas depositando em média 17 ovos, os quais incubam por aproximadamente 85 dias. A iguana-rinoceronte está enfrentando um declínio em seu habitat natural, ameaçada por predadores que foram introduzidos na ilha, como cães, gatos e mangustos. Por essa razão, tem sido alvo de várias iniciativas de preservação. Contudo, é frequentemente criada em cativeiro, levando-a a ser a iguana do gênero Cyclura mais representada globalmente.